# Megachile akamiella
Megachile akamiella är en biart som beskrevs av Pasteels 1965. Megachile akamiella ingår i släktet tapetserarbin, och familjen buksamlarbin. Inga underarter finns listade i Catalogue of Life.